# Pinball Wizard
«Pinball Wizard» —en español: «Mago del Pinball»—  una canción escrita por Pete Townshend e interpretada por The Who para su ópera rock de 1969 Tommy. La grabación original se editó como sencillo en 1969 y alcanzó el puesto #4 en las listas musicales del Reino Unido y llegó al #19 del Billboard Hot 100 en los Estados Unidos.
El lado B de «Pinball Wizard» es un instrumental acreditado a Keith Moon, titulado «Dogs, Part Two». A pesar de la relación en los títulos, musicalmente no tienen conexión con el sencillo de 1968 «Dogs».

## Historia
La canción es conocida por la distintiva sección instrumental de la apertura, que imita los sonidos de un pinball en la guitarra acústica y eléctrica. El ritmo de esa sección sirve como uno de los leitmotif de la ópera, siendo reconocible también a fines de «Overture» y en «I'm Free». Townshend ha dicho que la sección refleja alguna influencia del compositor inglés del barroco Henry Purcell.
En la ópera, la canción es cantada por un campeón local de pinball asombrado por las habilidades del personaje principal de la obra, Tommy Walker, un niño ciego y sordomudo, que inesperadamente se transforma en ídolo de multitudes por su innata habilidad para este juego.
Townshend, conocido por sus declaraciones contradictorias acerca de su trabajo, una vez que dijo «es una las peores canciones que he escrito jamás». La canción fue sin embargo un éxito comercial gigantesco y uno de los temas más reconocidos de Tommy. Es un favorito perpetuo del público en los conciertos de la banda, debido a su sonido pop y familiaridad.

## Posición en las listas
La canción se introdujo en Tommy tardíamente. A finales de 1968 o comienzos de 1969, cuando The Who tocó una versión preliminar de su nuevo álbum al crítico Nik Cohn, Cohn tuvo una reacción tibia.
Luego de esto, Townshend, compositor principal de Tommy, discutió el álbum con Cohn y concluyó que, para aligerar la densa carga espiritual en Tommy (Townshend había llegado a estar profundamente interesado en las enseñanzas de Meher Baba), el personaje principal, un niño «sordo, mudo, y ciego», podría ser también especialmente bueno en algún juego. Cohn era un fanático del pinball, y Townshend sugirió que Tommy podría jugar pinball. Cohn declaró inmediatamente que Tommy sería una obra maestra. «Pinball Wizard» fue escrita y registrada casi inmediatamente.
La canción se lanzó en un sencillo con otra canción de Tommy («See Me, Feel Me») en una grabación del grupo inglés The New Seekers, en 1973. Esta versión alcanzó el puesto #16 en el Reino Unido.

## Versión de Elton John
Fue cantada por Elton John en la versión cinematográfica de Tommy, de 1975, dirigida por Ken Russell. Esta versión se editó como un sencillo en 1976 y alcanzó el puesto #7 en el Reino Unido. También fue una canción popular en otros países, inclusive los Estados Unidos. La versión de Elton John utiliza un piano en el lugar de la guitarra acústica en la original, e incluye las letras adicionales especialmente escritas para la película por Townshend, y una parte del éxito de The Who, I Can't Explain.

### En directo
La canción forma parte del repertorio en directo de Elton John desde 1975, aunque no siempre se interpretó de manera regular, ya que faltó en varias giras.[actualizar]